# Особ'ява
42°58′ пн. ш. 17°23′ сх. д. / 42.96° пн. ш. 17.39° сх. д.
Особ'ява (хорв. Osobjava) — населений пункт у Хорватії, у Дубровницько-Неретванській жупанії у складі громади Яніна.

## Населення
Населення за даними перепису 2011 року становило 36 осіб.
Динаміка чисельності населення поселення: